# Indice de masse grasse
Pour les articles homonymes, voir IMG.
L’indice de masse grasse (IMG) est un indice, exprimé en pourcentage, qui permet de juger de la proportion de tissus adipeux d'une personne adulte. Il prend en compte la disproportion entre la masse de graisse et celles des muscles.

## Valeurs typiques
Le tableau ci-dessous, provenant de l'American Council on Exercise, montre comment le taux de graisse varie en fonction des catégories et groupes de personnes :
| Description   | Femme   | Homme   |
| ------------- | ------- | ------- |
| Minimum vital | 10–13 % | 2–5 %   |
| Athlétique    | 14–20 % | 6–13 %  |
| En forme      | 21–24 % | 14–17 % |
| Moyen         | 25–31 % | 18–24 % |
| Obèse         | 32 %+   | 25 %+   |

## Évolution
Dès la naissance, l'accumulation de tissu adipeux progresse rapidement pour atteindre, à l'âge de 6 mois, un pic de 29,1 % chez les garçons et de 32,0 % chez les filles, accumulation probablement en raison d'un apport énergétique élevé et d'une faible activité physique, d'où l'apparence potelée du bébé. Lorsqu'il commence à trottiner et à grimper partout, les muscles de ses jambes et de son tronc se retrouvent très sollicités. Cette activité physique lui fait dépenser beaucoup plus d’énergie, d'où l'observation fréquente d'une diminution, pas nécessairement de son poids, mais de sa masse de graisse, et de la perte progressive de son apparence potelée.
Durant l'adolescence, les jeunes hommes atteignent des valeurs maximales au début de cette phase du développement humain physique et montrent ensuite une diminution tout au long de leur croissance, probablement en raison du métabolisme qui privilégie l'augmentation de la masse musculaire et de la maturation neurologique. Les jeunes femmes, après un déclin initial, voient l'augmentation continue du pourcentage de masse grasse jusqu'à leur dix-huit ans.
Comme pour les adolescents, les adultes montrent une différence sexuelle au niveau de leur masse graisseuse plus élevée chez les femmes que chez les hommes (25 % plus élevée chez les femmes). L'évolution humaine a probablement sélectionné ce trait pour que le corps féminin dispose de suffisamment de réserves de graisse en cas de grossesse. Plusieurs arguments plaident en cette faveur : chez les hommes, la répartition de la graisse est surtout dans la partie supérieure du corps (répartition androïde : poitrine et abdomen) tandis que chez les femmes, la masse grasse se concentre surtout autour de l’abdomen, des hanches, des seins et des cuisses (graisse gynoïde nécessaire à la reproduction car elle se révèle plus riche en acides gras polyinsaturés favorables au développement du système nerveux des fœtus et des nourrissons,, répartition graisseuse qui abaisse le centre de gravité, ce qui stabilise la locomotion lors de la grossesse et du portage) ; exigence chez les adolescentes d'un taux de masse grasse élevé nécessaire à l'apparition de la ménarche et à la poussée de croissance pubertaire ; stéatopygie plus marquée chez les femmes.
« La masse grasse augmente régulièrement au cours du vieillissement dans les deux sexes, jusque vers 70 ans. Elle double approximativement entre 20 et 70 ans, passant de 18-25 % à 35-40 % du poids du corps chez les femmes et de 13-18 % à 30-35 % chez les hommes ». Cet accroissement s'explique par la baisse des activités physiques et des dépôts lipidiques qui se concentrent principalement dans les tissus adipeux périviscéral et intermusculaire.

## Méthodes de détermination
Il existe d’autres méthodes pour évaluer la proportion de masse grasse :
- la densitométrie hydrostatique, qui mesure la densité du corps humain en expiration forcée et effectue la déduction en connaissant la densité de la graisse (0,9007) et celle de la masse maigre (1,11). La formule de Siri est la plus utilisée : d = m/v (avec d = densité corporelle, m = masse en kg, v = volume en litre), d’où %MG = 495/d-450 ;
- le comptage du potassium 40 dans une chambre blindée. Le potassium 40, radioactif, est naturellement présent dans le corps humain et représente 0,012 % du potassium total. Cette méthode est coûteuse et discutable puisqu'il n'est pas démontré qu’il existe un taux constant de potassium dans la masse maigre, surtout dans les états pathologiques ;
- la mesure de l’eau corporelle, qui utilise des isotopes stables comme le deutérium ou l'oxygène 18, par absorption orale et analyse par spectrographie de masse sur échantillons d'urine ou de salive. On suppose alors que la masse maigre contient 73 % d'eau ;
- la méthode des plis cutanés, qui utilise un adipomètre qui consiste en une pince ou un compas spécial de type harpenden. Elle mesure six plis cutanés, qui sont, de haut en bas : pli subscapulaire, pli bicipital, pli tricipital, pli abdominal, pli supra-iliaque et pli crural. Plusieurs auteurs ont proposé des équations de régression pour calculer la masse grasse : Durnin et Carter pour l’adulte ; Brook pour l’enfant ; Carter en fonction du sexe :
  - pour les hommes : %MG = (somme des six plis × 0,1051) + 2,585. Norme entre 10 % et 25 % ;
  - pour les femmes : %MG = (somme des six plis × 0,1548) + 3,58. Norme entre 15 % et 30 % ;
- l’absorption biphotonique ou ostéodensitométrie (DXA ou DEXA : dual energy X-Ray absorptiometry), qui balaye l’ensemble du corps par un faisceau très fin de rayons X à deux niveaux d’énergie (40 KeV et 100 KeV) pour séparer la masse calcique, la masse maigre et la masse grasse. Celles-ci sont mesurées à 1 % près ;
- la résonance magnétique nucléaire (RMN), technique coûteuse qui permet de différencier toute la graisse par détection des radicaux méthyles de celle-ci. Cette méthode de référence permet d’étalonner les autres méthodes ;
- l'impédancemétrie, utilisée maintenant sur des balances destinées au grand public : le corps humain contient une grande proportion d'eau et est donc conducteur électrique. Le modèle de Fricke voit le corps humain sous forme de secteurs intra- et extracellulaires, qui sont représentés par deux résistances, et la membrane cellulaire, qui est représentée par un condensateur électrique. Un courant alternatif de faible tension, qui est appliqué par des électrodes sur la peau (le plus souvent entre les deux pieds), permet de déterminer la proportion d'eau intra- et extracellulaire : les basses fréquences (1 à 5 kHz) pour l'eau extracellulaire et les fréquences au-delà de 500 kHz pour l'eau totale. Cette méthode n'est cependant pas très précise puisque le résultat affiché est modifié par la déshydratation éventuelle du sujet[12].

### Estimations anthropométriques
Différentes formules existent permettant d’estimer la proportion de masse adipeuse dans le corps humain en tenant compte de l’indice de masse corporelle (IMC), de l’âge (en années) et du sexe (S = 0 pour la femme et S = 1 pour l’homme).
La formule proposée par Deurenberg, et al., en 1991 pour l'adulte est la suivante :
Soit en fonction de la masse M (kg) et de la taille T (m) :
le résultat est exprimé en pourcentage.
Cette formule ne s’applique pas à tous les adultes, et notamment, elle n’est pas valable pour les enfants de moins de 15 ans et les adultes de plus de 50 ans, les femmes enceintes ou qui allaitent, les personnes très musclées, les athlètes d’endurance de haut niveau, et les personnes géantes, naines ou amputées.

#### Exemples
- femme de 29 ans, 1,58 m et 55 kg : IMG = 27,7 % ;
- homme de 37 ans, 1,77 m et 74 kg : IMG = 20,63 % ;
- femme de 23 ans, 1,80 m et 58 kg : IMG = 21,4 %.